# Cornelius Berenberg
Cornelius Berenberg (1634-1711) était un Großbürger de Hambourg, banquier d'affaires, membre de la famille Berenberg et propriétaire de la banque Berenberg. Son grand-père Hans Berenberg (1561-1626) avait fui Anvers avec son frère Paul Berenberg (1566-1645) et avait fondé la maison de commerce Berenberg à Hambourg. À Hambourg, la famille Berenberg faisait partie de la colonie marchande hollandaise. Cornelius Berenberg fut le premier à s'engager dans la banque d'affaires. Il a développé l'entreprise pour en faire une maison de commerce et une banque d'affaire très prospère. Il a forgé des liens commerciaux avec la France, l'Espagne, le Portugal, l'Italie, la Scandinavie et la Russie. Les liens familiaux des Berenberg ont joué un rôle déterminant dans leur développement, en particulier à Livourne et à Lisbonne avec leurs colonies de riches marchands hollandais.
Son père était Hans Berenberg (1593-1640) et sa mère était Adelheid Ruhlant (1611-1684), fille de l'avocat Rütger Ruhlant (1568-1630) qui avait été anobli par l'empereur romain germanique en 1622, et de Catarina de Greve (1582-1655).
Il était marié à Anna Margaretha Colin (1649-1684), fille de Daniel Colin (1615-1660) et d'Elisabeth Adelheid Engels (1620-1659). Son fils était le sénateur et banquier Rudolf Berenberg.

## Littérature
- Joh. Berenberg, Gossler & Co. : Die Geschichte eines deutschen Privatbankhauses , Banque Berenberg, Hambourg 1990